# August Lindberg (fackföreningsledare)
Karl August Lindberg, född 6 september 1885 i Älvkarleby församling i Uppsala län, död 15 juli 1966 i Essinge församling i Stockholm, var en svensk fackföreningsledare. Han var LO:s ordförande 1936–1947. Han tillhörde Sågverksindustriarbetareförbundet och var från början sågverksarbetare.

## Biografi
August Lindberg var son till en järnbruksarbetare och blev sågverksarbetare vid elva års ålder. Han kvarstod i yrket tills han som 35-åring blev ombudsman i Sågverksindustriarbetareförbundet på heltid. 1917 gick han med i Sveriges socialdemokratiska vänsterparti vid partisprängningen, men återvände snart till SAP tillsammans med Ivar Vennerströms grupp. Han blev ledamot av Sågverksindustriarbetareförbundets styrelse 1915 och dess förbundsordförande 1929. 1927 blev han ledamot av LO:s representantskap och dess ordförande 1936.
Han var unik som LO-ordförande då han inte åtog sig politiska uppdrag. Han avstod från att kandidera till riksdagen och avböjde Per Albin Hanssons propåer att ingå i samlingsregeringen. {{Källa behövs}} Han är känd som undertecknaren av Saltsjöbadsavtalet 1938. Under beredskapstiden förekom knappast några avtalsförhandlingar utan Lindbergs tid som LO-ordförande präglades av behovet att bevaka medlemmarnas intressen gentemot regering och myndigheter i den reglerade krisekonomi som rådde. Det kunde röra frågor som förmåner för de inkallade och ransoneringssystemets funktion. {{Källa behövs}} Trots att Lindberg var en samarbetsinriktad fackföreningsman fick han mot slutet av sitt ordförandeskap 1945 bevittna metallstrejken.